# Éclipse (linguistique)
 (signalé en juin 2025).
Si vous disposez d'ouvrages ou d'articles de référence ou si vous connaissez des sites web de qualité traitant du thème abordé ici, merci de compléter l'article en donnant les références utiles à sa vérifiabilité et en les liant à la section « Notes et références ».
- Archive Wikiwix
- Bing
- Cairn
- DuckDuckGo
- E. Universalis
- Gallica
- Google
- G. Books
- G. News
- G. Scholar
- Persée
- Qwant
- (zh) Baidu
- (ru) Yandex
- (wd) trouver des œuvres sur Wikidata

Pour les articles homonymes, voir Éclipse (homonymie).
Dans la phonétique historique et la phonologie des langues celtiques, et particulièrement des langues gaéliques, l’éclipse ou eclipsis est un type de mutation consonantique à l'initiale, historiquement issue de l'assimilation d'une consonne nasale précédente.
En irlandais par exemple, l'éclipse a pour effet de :
- voiser les occlusives sourdes ainsi que le /f/ ;
- nasaliser les occlusives sonores ;
- ajouter un /n/ à une voyelle initiale.

Elle se produit au contact de diverses particules grammaticales. L'orthographe la représente en ajoutant à l'initiale du mot la prononciation éclipsée à celle non mutée de la consonne. Exemples :
| Sans mutation       | Avec éclipse          | Signification |
| ------------------- | --------------------- | ------------- |
| peann /pʲaːn̪ˠ/      | bpeann /bʲaːn̪ˠ/       | stylo         |
| teanga /tʲaŋɡə/     | dteanga /dʲaŋɡə/      | langue        |
| ceann /caːn̪ˠ/       | gceann /ɟaːn̪ˠ/        | tête          |
| bean /bʲan̪ˠ/        | mbean /mʲan̪ˠ/         | femme         |
| droim /d̪ˠɾˠiːmʲ/    | ndroim /n̪ˠɾˠiːmʲ/     | dos           |
| glúin /ɡɫ̪uːnʲ/      | nglúin /ŋɫ̪uːnʲ/       | genou         |
| freagra /fʲɾʲaɡɾˠə/ | bhfreagra /vʲɾʲaɡɾˠə/ | réponse       |
| éan /eːn̪ˠ/          | n-éan /nʲeːn̪ˠ/        | oiseau        |
| oíche /iːhə/        | n-oíche /n̪ˠiːhə/      | nuit          |

Un type de mutation de même origine existe en gallois mais y est plutôt appelée mutation nasale (treiglad trwynol).